# Sudół (Racibórz)

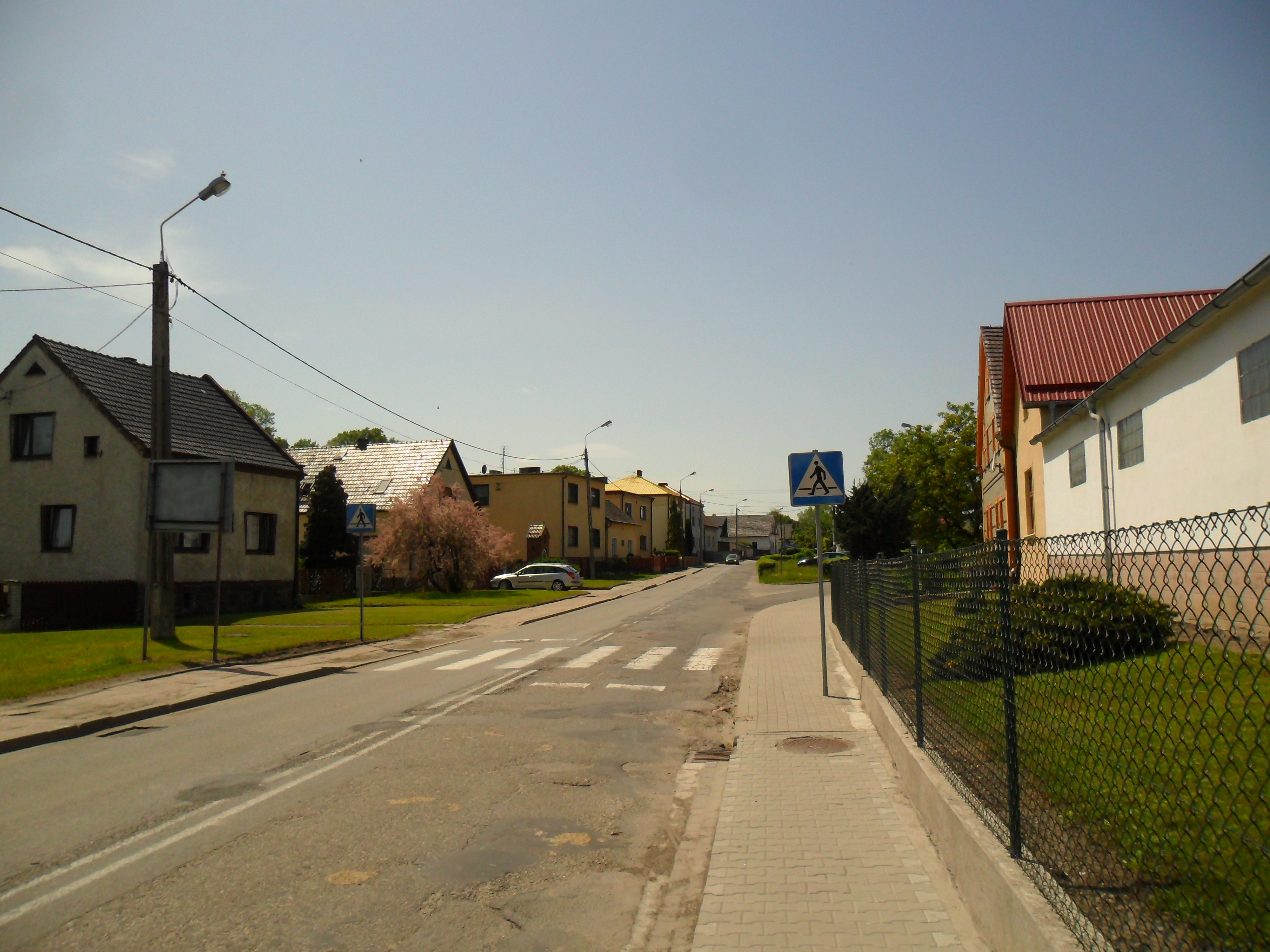
Ortsansicht

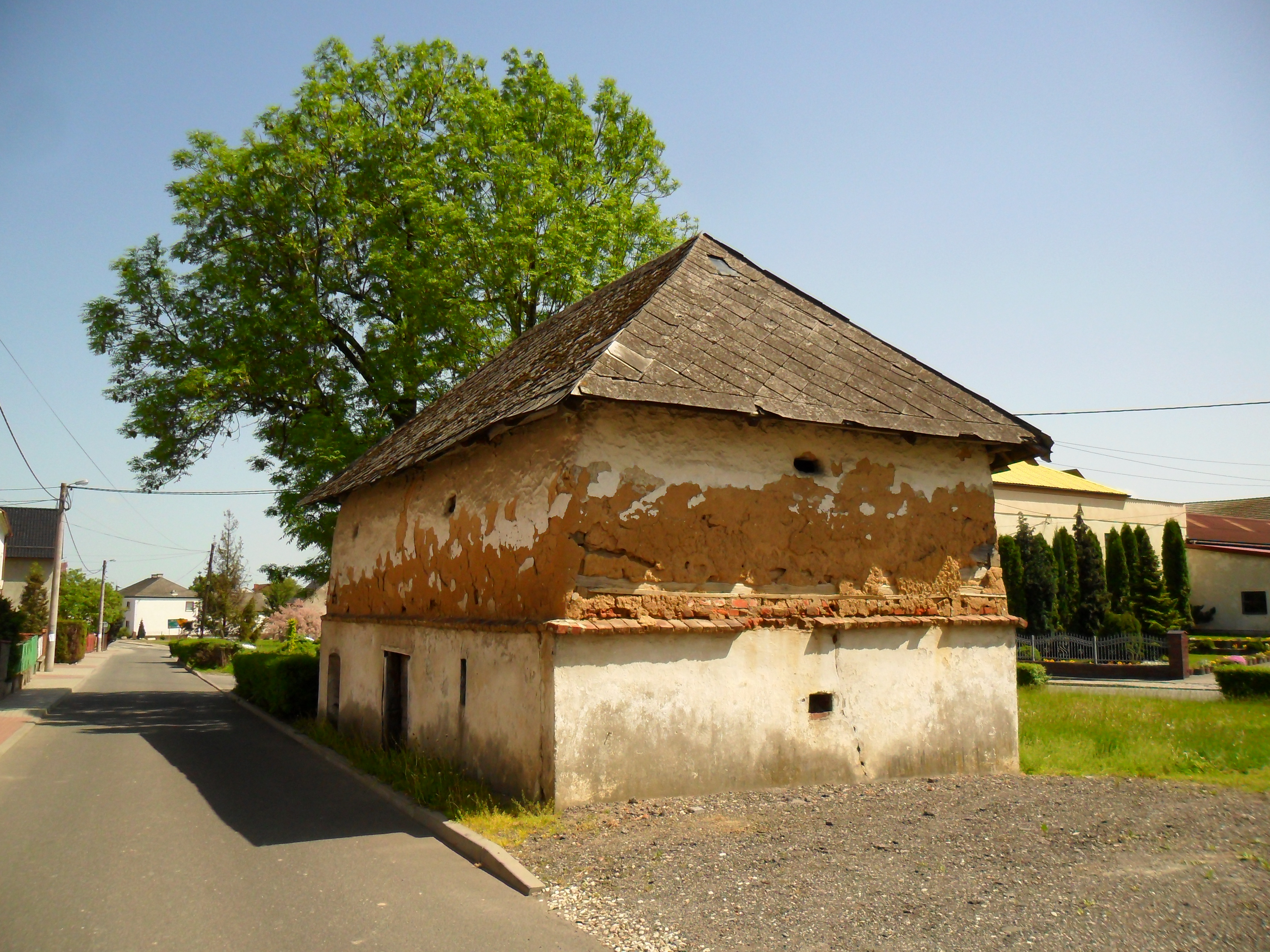
Historischer Speicher

Sudół (deutsch Sudoll, 1936–1945 Trachkirch) ist ein Stadtteil im Süden der Stadt Racibórz (Ratibor) im Powiat Raciborski der Woiwodschaft Schlesien in Polen. Östlich verläuft die Oder.

## Geschichte
„Schuchdol“  entstand spätestens im 13. Jahrhundert. 1295–1305 wurde es im Breslauer Zehntregister Liber fundationis episcopatus Vratislaviensis urkundlich erwähnt.
1742 kam der Ort mit dem Großteil Schlesiens an Preußen. Der Ort wurde 1784 im Buch Beytrage zur Beschreibung von Schlesien als Sudcoll (eventuell fehlerhaft) erwähnt und lag im Kreis Ratibor des Fürstentums Ratibor. Es war aufgeteilt in zwei Teile: Eins mit dem Beinamen Brzesnitz, das einer Frau von Schimonski gehörte und 87 Einwohner, elf Bauern, drei Gärtner und einige Häusler hatte. Im Kornitzer Anteil waren elf Bauern, zehn Gärtner und drei Häusler. Es gehörte einem Herrn Grafen von Wengerski.
1771 wurde die Gratialkirche erbaut. 1865 bestand der Ort aus zwei Teilen: Die Gemeinden Sudoll I und Sudoll II. Diese gehörten ursprünglich den Dominien in Bresnitz und in Kornitz. Sudoll I (auch Sudoll Bresnitzer Anteils) hatte sechs Bauern, acht Halbbauern, vier Gärtner, elf Häusler und eine Arrendebesitzung. Ein Teil der Bewohner war mit Zimmerarbeit beschäftigt. Sudoll I wurde nach einem großen Brand 1859 größtenteils neu aufgebaut. Sudoll II (auch Sudoll Kornitzer Anteils) hatte sieben Bauern, vier Halbbauern, zehn Gärtner und neun Häusler.
Bei der Volksabstimmung in Oberschlesien am 20. März 1921 stimmten 284 Wahlberechtigte für einen Verbleib bei Deutschland und 172 für Polen. Sudoll verblieb beim Deutschen Reich. 1936 wurde der Ort im Zuge einer Welle von Ortsumbenennungen der NS-Zeit in Trachkirch umbenannt. Bis 1945 befand sich der Ort im Landkreis Ratibor.
1945 kam der bis dahin deutsche Ort unter polnische Verwaltung und wurde in Sudół umbenannt und der Woiwodschaft Schlesien angeschlossen. 1950 wurde er in die Woiwodschaft Oppeln und 1975 in die Woiwodschaft Kattowitz eingegliedert. 1975 wurde der Ort nach Racibórz eingemeindet. 1999 kam der Ort zum wiedergegründeten Powiat Raciborski und zur neuen Woiwodschaft Schlesien.

## Sehenswürdigkeiten
- Neogotische Kirche, erbaut in den Jahren 1904 bis 1905.
- Wegekapelle aus dem 19. Jahrhundert mit einer Figur des böhmischen Landesheiligen Johannes Nepomuk.
- Historischer Speicher